# Alessandro Maria Antonio Fridzeri
Alessandro Maria Antonio Fridzeri (Verona, Itàlia, 15 de gener de 1741 - Anvers, Bèlgica, 16 d'octubre de 1819) fou un professor, compositor i concertista italià.
En la infantesa fabricava ell mateix instruments de música i després aprengué a tocar sense mestre la flauta, el contrabaix i la viola.
Després sense tenir coneixements d'harmonia ni composició, va escriure un cert nombre d'obres i més tard es presentà a París com a concertista de violí i de mandolina. Finalment fou professor de música a Brussel·les on tingué entre altres alumnes els germans Warot, Alexander-Víctor i Constant. Finalment fou professor de música a Brussel·les.
A París estrenà les òperes Les deux miliciens, Les souliers mordorés i Lucette.